# Mikroregion Buchlov
Mikroregion Buchlov je koncipován jako sdružení obcí, jejichž podstatné části katastrálních území leží v oblasti Chřibů, kterým vévodí stejnojmenný hrad Buchlov. Ve 14 obcích mikroregionu, které jsou účastny na projektu, žije více než 12 500 lidí, území zahrnuje cca 15 500 ha.
Vytvořením mikroregionu chtějí sdružené obce společně vytvořit podmínky pro zvýšení atraktivnosti historicky velmi bohatého území pro širokou oblast turistickou, především pak pro prodloužení "zdržné doby" turistů v tomto prostoru. Mapa této oblasti zaujme souvislou zelení lesů (převážně bukoviny). Je to členitá pahorkatina s osamělými skálami z paleogenních pískovců, v lesích přírodního parku Chřiby je řada chráněných rostlin a živočichů. V tomto území se nacházejí i přírodní rezervace Holý kopec, řada přírodních památek (v okolí Barborky) a přírodní zajímavosti (Břestecká skála, Buchlov - kámen, Ctiborův dub, Sekvojovec v Chabaních, Králův stůl) a velké množství historických objektů a památek (Brdo, hrad Buchlov, zámek Buchlovice, Holý kopec, Hradisko svatého Klimenta – základy velkomoravského hradiště z 9. století, Smraďavka – lázně apod.).

## Členské obce mikroregionu
- Buchlovice
- Boršice
- Zlechov
- Tupesy
- Břestek
- Velehrad
- Modrá
- Salaš
- Stupava
- Staré Hutě
- Stříbrnice
- Medlovice
- Osvětimany
- Hostějov